# Мариамна (трета съпруга на Ирод)
Вижте пояснителната страница за други личности с името Мариамна.
Мариамна II (на гръцки: Μαριάμη o Μαριάμμη, Mariamne II; * 43 пр.н.е. в Александрия; † сл. 4 пр.н.е.) е дъщеря на Симон Боет и третата (или седмата) съпруга на Ирод Велики.
Мариамна е дъщеря на уважавания обикновен свещеник през 23 пр.н.е. в Йерусалим Симон Боет от египетските евреи. Тя е баба на Саломе, дъщерята на Иродиада и Ирод Боет, която е известна чрез легендата с нейното участие в обезглавяването на Йоан Кръстител.
Според Йосиф Флавий, Мариамна е смятана за най-красивата жена по нейното време. Тя произлиза от обикновен род и не трябва да се бърка с Мариамна, която е принцеса от царската династия на Хасмонеите и втората съпруга на Ирод Велики.
Ирод Велики вижда красивата Мариамна и за да се ожени за нея, през 23 пр.н.е. той издига нейния баща на първосвещеник на храма в Йерусалим.
През 22 пр.н.е. тя ражда син Ирод Филип I (наричан също Ирод Боет), който по-късно се жени за Иродиада и става баща на Саломе.
През 5 пр.н.е. Ирод изгонва Мариамна, понеже знаела за плануваното му отравяне от най-големия му син Антипатър, задрасква син им от листа на престолонаследниците му и сваля баща ѝ от поста му първосвещеник. Малко по-късно Ирод Велики умира през 4 пр.н.е. За нея няма повече сведения.